# Пермское
Пе́рмское — село в Ольгинском районе Приморского края России. Административный центр Пермского сельского поселения.

## География
Село расположено в долине реки Аввакумовка ниже впадения в неё рек Арзамазовка и Васильковка.
Село стоит на трассе Р447 (до посёлка Ольга 12 км).

## История
Основано в 1864 году переселенцами из Пермской губернии.
В 1906 году село посетил путешественник и этнограф Владимир Арсеньев.

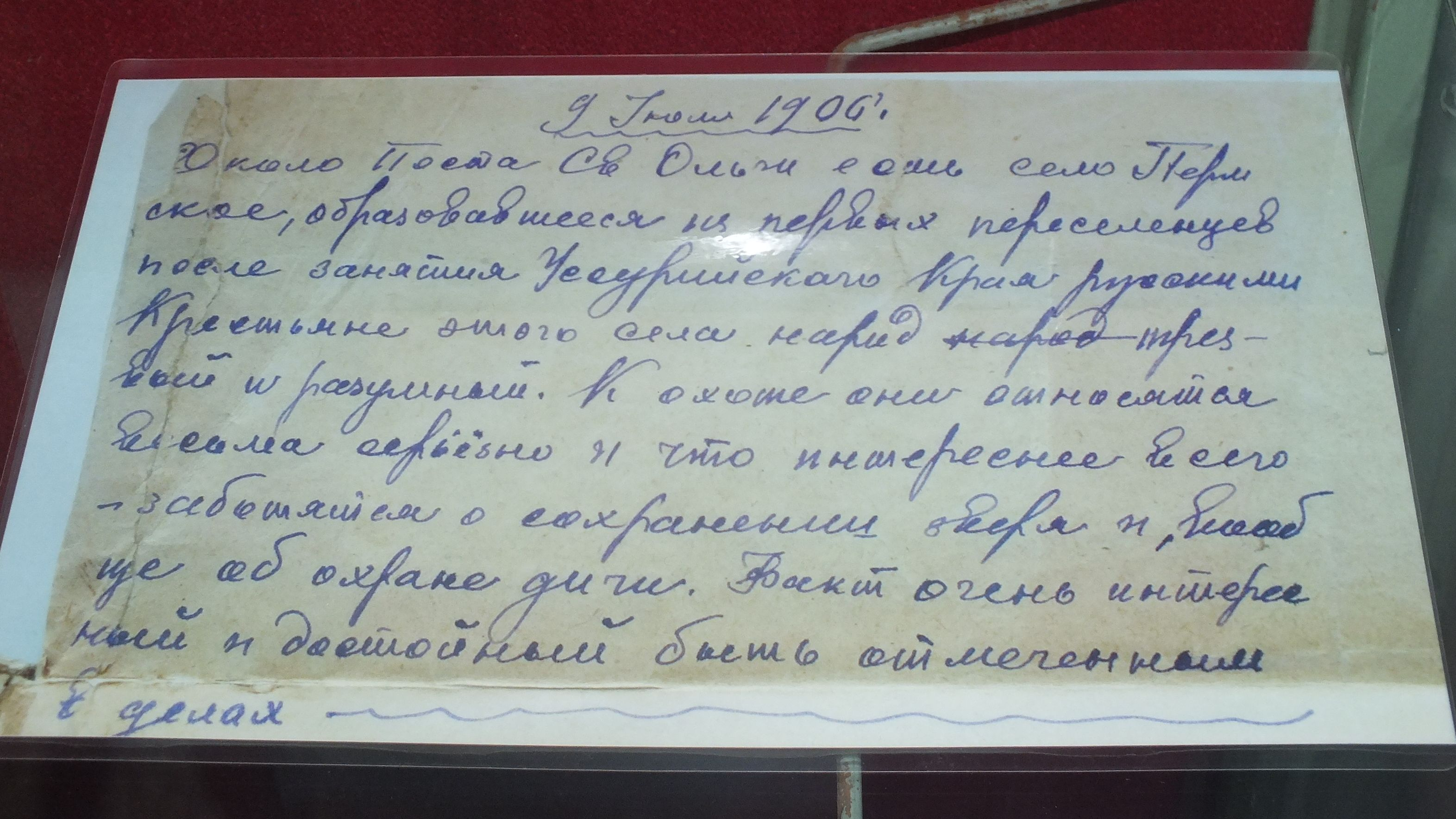
«9 июля 1906.
Около Поста Св. Ольги есть село Пермское, образовавшееся из первых переселенцев после занятия Уссурийского края русскими. Крестьяне этого села народ трезвый и разумный. К охоте они относятся весьма серьёзно и что интереснее всего — заботятся о сохранении зверя и, вообще об охране дичи. Факт очень интересный и достойный быть отмеченный в делах.»
Рукопись В. К. Арсеньева в Ольгинском краеведческом музее.

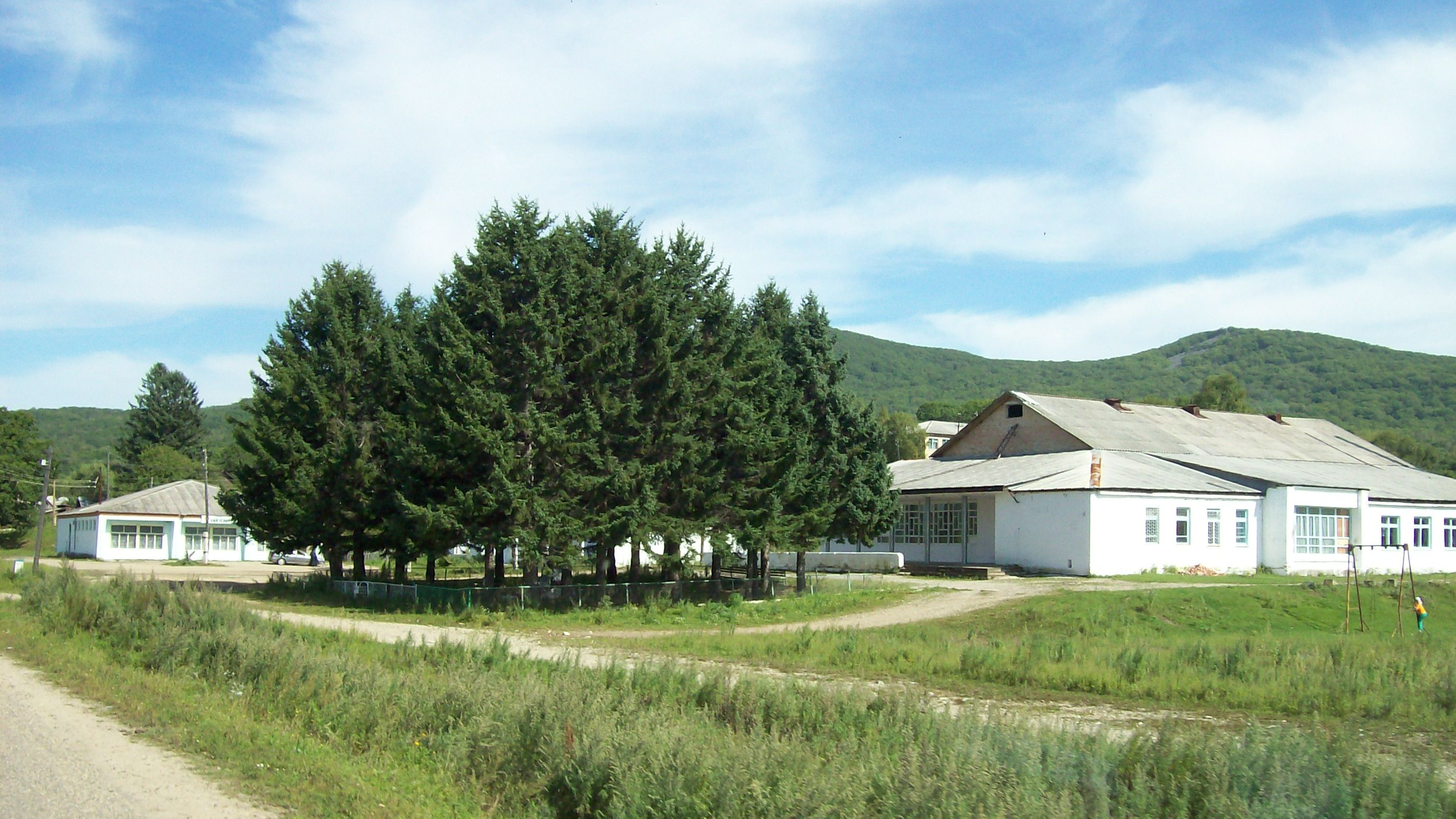
Центр села Пермское, магазин, клуб и сквер.

Памятник односельчанам, погибшим в Великую Отечественную войну.

Первое время после прибытия переселенцы жили в посёлке Новинка на берегу залива Ольги. Затем крестьяне переселились в более удобное для ведения сельского хозяйства место:

«Скоро крестьяне заметили, что чем дальше от моря, тем туманов бывает меньше. Тогда они перекочевали в долину Вай-Фудзина. В 1906 году в Новинке жил только один человек. Место, где раньше были крестьянские дома, видны и по сие время».
— В. К. Арсеньев.

«Экономическое благосостояние пермских крестьян не заставляет желать ничего лучшего. Село это можно было назвать образцовым во всех отношениях. На добровольные пожертвования они построили у себя в деревне школу. У ребятишек было много книг по природоведению и географии России. Все крестьяне достаточно начитаны и развиты; некоторые из них интересовались техникой, применяя её у себя в хозяйстве. Кабака в селе Пермское не было.
Жили пермские крестьяне безбедно. Земля в долине Вай-Фудзина весьма плодородна. Крестьяне не помнят ни одного неурожайного года, несмотря на то, что в течение сорока лет пашут без удобрения на одних и тех же местах.
Крестьяне села Пермское весьма серьёзно и, что интереснее всего, особенно заботятся о сохранении зверя и вообще об охране дичи.
Факт очень интересный и достойный быть отмеченным в делах охотничьих обществ. Факт этот интересен потому, что крестьяне в посту Святой Ольги буквально оторваны от России и культурной цивилизации в течение 50 лет, сами дошли до сознания о введении если не законов, то хотя бы своих временных правил о рациональном ведении охотничьего хозяйства.
Крестьяне собрали сход и миром решили не бить самок, телят, сайков, зимой — самцов, а в особенности осенью во время гона и рёва, не тревожить зверя весной, когда самки тяжелы и выхаживают молодняк. Кроме того, крестьяне решили строить заказник, для него сами установили условные границы и обещались там не охотиться».
— В. К. Арсеньев. «Путевой дневник 1906 г.»

## Население
| 1868 | 1896 | 1897 | 1900 | 1912 | 1915 | 1926 |
| ---- | ---- | ---- | ---- | ---- | ---- | ---- |
| 34   | ↗149 | ↘138 | ↗156 | ↗212 | ↗336 | ↘267 |
| 2002 | 2008 | 2010 |      |      |      |      |
| ↗716 | ↗793 | ↘683 |      |      |      |      |

Национальный состав населения — преимущественно русские и украинцы.

## Улицы
| - ул. Лесная, - ул. Новая, - ул. Садовая, | - пер. Садовый, - ул. Совхозная, - ул. Таёжная, | - ул. Угловая, - ул. Центральная, - ул. Юбилейная. |

## Экономика

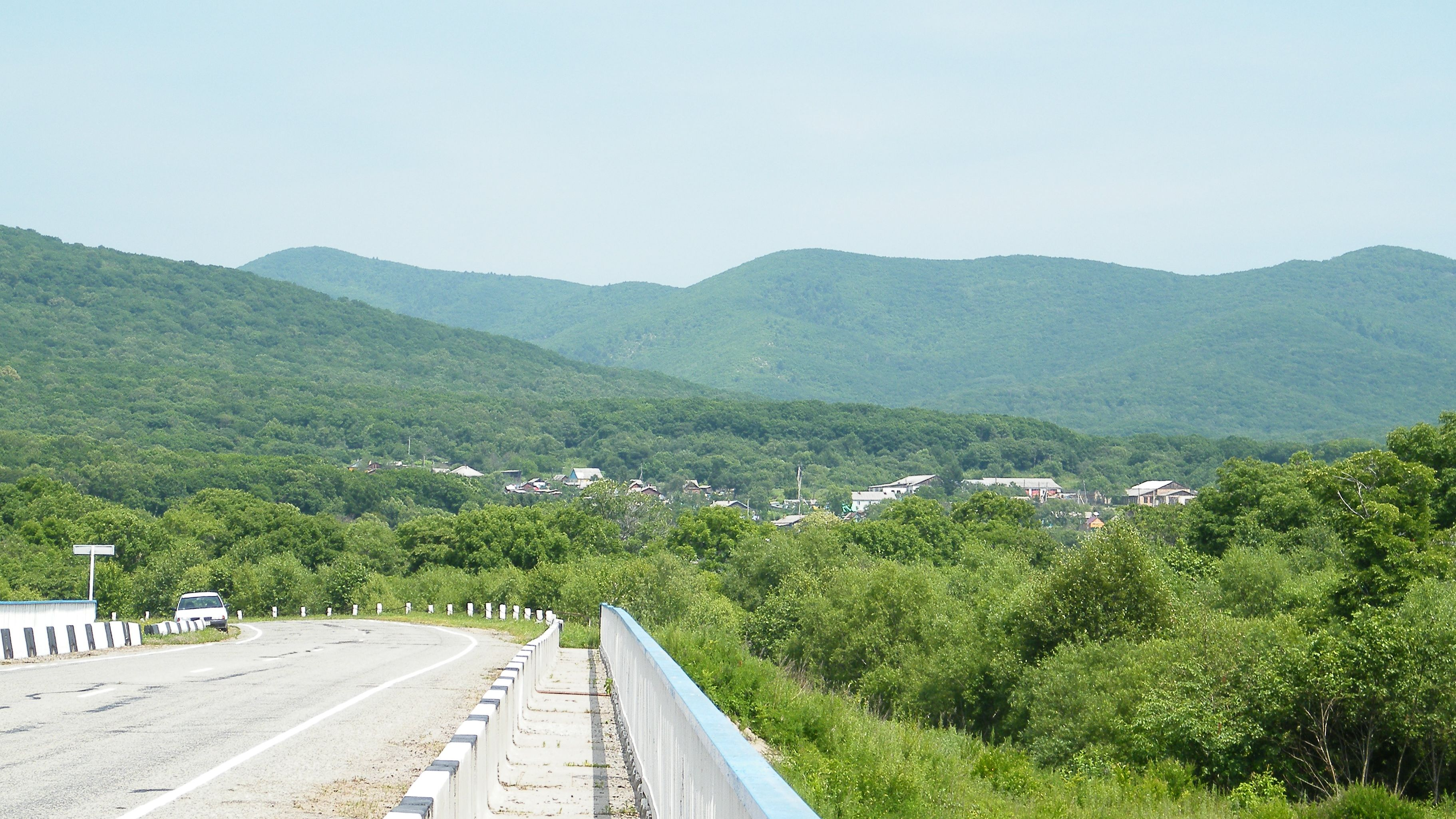
Село Пермское, вид с моста через реку Арзамазовка

Основа экономики — лесозаготовки, сельское хозяйство мясо-молочного направления и выращивание кормов. Основные земельные угодья расположены на левом берегу реки Аввакумовка, также возделываются поля на правом берегу и в долине Арзамазовки. Долина реки Аввакумовка изобилует старицами и отшнуровавшимися озёрами, в которых акклиматизирован карась. В осеннее время организуется лицензионный лов кеты. Активно развита охота и рыбалка, сбор дикоросов и даров тайги.

## Инфраструктура
В Пермском имеется средняя школа, работает клуб.

## Связь, транспорт
Оператор сотовой связи — Билайн (ранее НТК) и МегаФон. Из-за особенностей рельефа устойчивая связь возможна только на небольшом удалении от села.
Внутрирайонное автобусное сообщение с посёлком Ольга.

## Достопримечательности

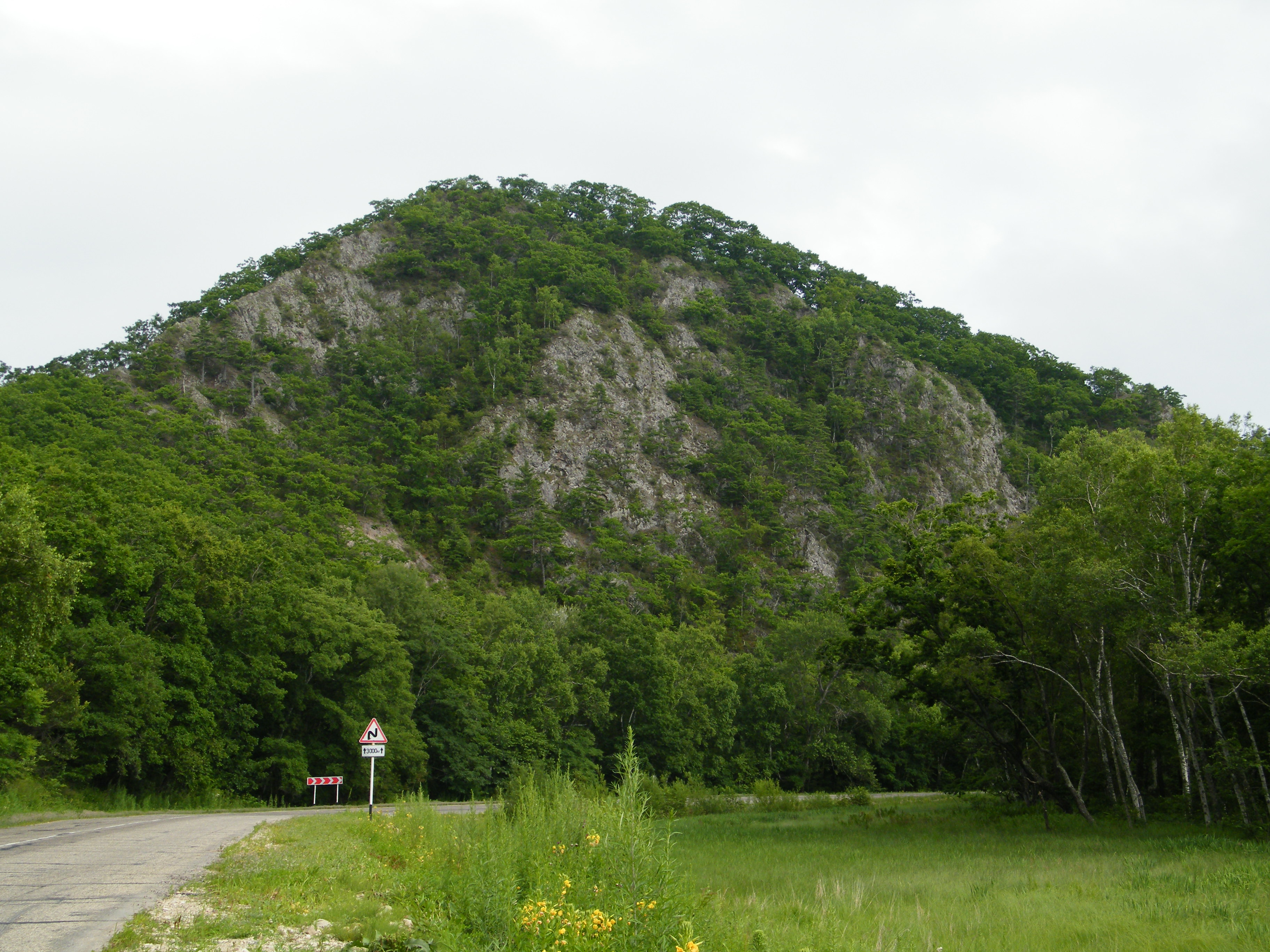
«Чёртов утёс»

На трассе Р447 между селом Пермское и посёлком Ольга находится каменная гряда «Чёртов утёс», называемый местными жителями «Синяя скала».

## Известные уроженцы
- Силин, Иван Семёнович (1884—1954) — советский шахтёр, Герой Труда.